# حمله متقابل: عملیات سپیده‌دم
حمله متقابل: عملیات سپیده‌دم (انگلیسی: Strike Back: Project Dawn) یک سریال تلویزیونی بریتانیایی-آمریکایی در سبک اکشن می‌باشد. این سریال فصل دوم سریال حمله متقابل است.